# Stephan Kohl
Stephan Kohl (* 1945 in Baden-Baden) ist ein deutscher Anglist und Hochschullehrer.

## Leben und Wirken
Stephan Kohl studierte Anglistik und Germanistik an den Universitäten Freiburg/Br. und Kiel. 1969 legte er das erste Staatsexamen für den höheren Schuldienst ab, anschließend war er kurze Zeit als Lektor an der University of Reading tätig. Als wissenschaftlicher Assistent arbeitete er dann an der Universität Gießen, wo er 1972 über Geoffrey Chaucer promovierte. In der Folgezeit war er wissenschaftlicher Angestellter an der Ruhr-Universität Bochum; dort habilitierte er sich 1984 für Englische Philologie. Von 1987 bis 1992 versah er nach einer Lehrstuhlvertretung an der Universität Mainz (1986) eine Professor für Englische Literaturwissenschaft an der Universität Bayreuth. Im Jahre 1992 übernahm er dann eine Professur an der Universität Passau. 1995 wechselte er an die Universität Würzburg. In den Ruhestand trat er 2010.
Schwerpunktmäßig beschäftigt sich Kohl vor allem mit mittelenglischer Literatur.

## Veröffentlichungen (Auswahl)
- Wissenschaft und Dichtung bei Chaucer, dargestellt hauptsächlich am Beispiel der Medizin. Akademische Verlags-Gesellschaft, Frankfurt am Main 1973, ISBN 3-7997-0228-8 (= Dissertation Universität Gießen).
- Realismus. Theorie und Geschichte (= Information und Synthese. Bd. 4). Fink, München 1977, ISBN 3-7705-1391-6.
- (Hrsg., mit Hans-Jürgen Diller): Semantik (= Anglistik & Englischunterricht. Bd. 8). Wiss. Verlags-Gesellschaft, Trier 1979, ISBN 3-922031-25-0.
- (Mithrsg.): Race and literature (= Anglistik & Englischunterricht. Bd. 16). Neu, Trier 1982, ISBN 3-99203-170-6.
- (Mitautor): Hans-Jürgen Diller (Hrsg.): "All kinds of English" (= Anglistik & Englischunterricht. Bd. 21). Winter, Heidelberg 1983, ISBN 3-533-03499-2.
- Das englische Spätmittelalter. Kulturelle Normen, Lebenspraxis, Texte (= Studien zur englischen Philologie, N.F. Bd. 24). Niemeyer, Tübingen 1986, ISBN 3-484-45024-X (= Habilitationsschrift Ruhr-Universität Bochum).
- mit Günter Berger (Hrsg.): Fremderfahrung in Texten des Spätmittelalters und der frühen Neuzeit (= Literatur, Imagination, Realität. Bd. 7). Wiss. Verlag Trier, Trier 1993, ISBN 3-88476-095-5.
- (Hrsg.): Anglistik. Research paradigms and institutional policies 1930–2000. Wiss. Verlag Trier, Trier 2005, ISBN 3-88476-769-0.
- (Mitautor): Landscape and Englishness. hrsg. von Robert Burden (= Spatial practices. Bd. 1). Rodopi, Amsterdam 2006, ISBN 90-420-2102-0.
- (Mitautor): Englische Literaturgeschichte. hrsg. von Hans Ulrich Seeber. 5., aktualisiert u. erw. Auflage. Metzler, Stuttgart 2012, ISBN 978-3-476-02421-3 (die erste Aufl. erschien 1991; Stephan Kohl behandelt hierin die Bereiche Altenglische Literatur u. Mittelenglische Literatur).

Außerdem zahlreiche Aufsätze in Fachzeitschriften und Sammelbänden.